# Ospedale dei Santi Pietro e Paolo
L'ospedale dei Santi Pietro e Paolo era un'istituzione con sede a Venezia, nel sestiere di Castello (NA 452-54).

## Storia
Fondato nel XI secolo, rappresentava il più antico degli ospizi aperti in città per i pellegrini diretti in Terrasanta. Fu adibito più tardi ad ospedale per la cura degli infermi .
Nel 1350 il complesso fu ampliato inglobando alcune case lasciate da Francesco Avanzo. Nel 1368 ottenne la protezione del doge. Altre importanti trasformazioni si ebbero tra il Sei e il Settecento, con la ristrutturazione della chiesetta (1736) e dell'intero ospedale (1772).
Fu soppresso nel 1806 durante l'amministrazione napoleonica (i ricoverati furono trasferiti agli Incurabili). Divenne dunque patronato per i fanciulli vagabondi, in seguito affidato alle figlie di Maria Ausiliatrice. Dopo il restauro degli anni 1996-1999 il complesso, passato al Comune di Venezia, è adibito a centro culturale e residenza per studenti.

## Edifici
Dell'edificio originale si conserva solo un pregevole portale gotico affacciato sulla fondamenta San Gioachino: risalente al Quattrocento, vi è scolpita una Madonna con Bambino fra i santi Pietro e Paolo.
Si sa inoltre che la chiesa aveva tre altari, dei quali il maggiore recava una pala di Giuseppe Angeli (la Vergine e due apostoli). Dello stesso autore erano Cristo nell'orto e Cristo portacroce, sempre nell'oratorio, e Crocefisso, San Gerolamo Miani e due pellegrini, in infermeria. Tutte le opere sono andate disperse.